# Oiartzun Kirol Elkartea
La Oyarzun Asociación Deportiva (oficialmente y en euskera, Oiartzun Kirol Elkartea) es una asociación deportiva de Oyarzun, Guipúzcoa. Fundada en el año 1975, promueve la práctica de deportes como montañismo, fútbol sala y especialmente fútbol. Su sección más laureada es el equipo de fútbol femenino, con el que ha conseguido algunos logros a nivel nacional.

## Fútbol femenino
No fue hasta 1981 cuando se creó la sección del fútbol femenino en el Oiartzun KE, siendo así uno de los equipos femeninos de fútbol punteros en el País Vasco, como lo fueron también el Añorga KKE, el CD Sondika, o el Adiskideak de Ollargan.
El Oiartzun se reveló enseguida como un equipo potente en el fútbol femenino de los años 80, disputando por tres veces consecutivas, la final de la Copa de la Reina de Fútbol: En la final de 1986 perdieron 2-1 frente al CF Porvenir, pero conquistarían el título tras ganar las siguientes finales al Añorga KKE y de nuevo al CF Porvenir por 3-2 y 2-0 respectivamente.
A finales de los 80, se creó la Primera División Femenina de España, pero el Oiartzun no alcanzaría la máxima categoría hasta la temporada 1990/91, en la que no solo debutó, sino que conquistó el título liguero en una disputa muy reñida, en la que tanto Oiartzun, Añorga KKE y Atlético de Madrid empataron a puntos. En la temporada 1991/92 el Oiartzun volvió a hacer un buen papel en la liga quedando en 3ª posición, y cediendo el título a otro equipo guipuzcoano: el Añorga KKE. Pero los problemas económicos hicieron inviable la continuidad de la sección femenina del Oiartzun a partir de entonces, de hecho, el club no pudo inscribirse en la nueva y remodelada Superliga Femenina creada en 2001 por falta de presupuesto.
Sin embargo, el Oiartzun siguió siendo un equipo a tener en cuenta en las siguientes ediciones de liga, que en la segunda mitad de los años 90 adoptó un sistema de play-off: eliminatorias que jugarían solo los equipos campeones de diferentes grupos regionales. Así en la temporada 1996/97 el Oiartzun quedó subcampeón de su grupo, en la temporada 1999/00 en 4ª posición, y en la temporada 2000/01 conquistaron el 3º puesto.
Tras superar esas dificultades económicas, Oiartzun volvió a contar con una sección de fútbol femenino que sorprendió con su gran ascenso de nuevo a la primera división en la temporada 2015/16, tras eliminar al Madrid CFF y al FVPR El Olivo. De esta forma el Oiartzun KE, entrenado por Jon Alkorta, jugó en 1.ª división por tercera vez en su historia, tras haber estado en categorías inferiores durante 23 años.
Tras dos temporadas en la máxima categoría, el Oiartzun regresó a la 2.ª división en 2017.

## Fútbol masculino
Pese a haberse fundado 6 años antes que la sección femenina, el Oiartzun masculino ha tenido una historia mucho más modesta que el equipo femenino. Este equipo ha militado continuamente en categorías regionales, y solo en 2013 y 2014, llegó a militar en 3ª división.

## Palmarés
- Primera División Femenina de España: 1 campeonato 1990/91
- Copa de la Reina de Fútbol: 2 campeonatos en 1987 y 1988, subcampeonato en 1986.